# اختيار مابيول (فلم)
اختيار مابيول (بالإنجليزية: Mapule's Choice) هُو فيلم قصير صدر سنة 2008 وأخرجه كايزر ماتسومونيان وأنتجه توميلو ماتوباكو. يتناول الفيلم قصة حياة مابيول، وهي عاملة ملابس شابة تعيش في مدينة ماسيرو. تقع مابيول في ورطة تجعلها أمام خيارين، إما الحفاظ على سر أو إنقاذ نفسها.
عُرض الفيلم واختير رسميًا في دورة سنة مهرجان زنجبار السينمائي الدولي.